# Erlinsbach
Erlinsbach är en ort i Schweiz. Den ligger i två olika kantoner och därmed i två olika kommuner. Vattendraget Erzbach utgör skiljelinjen mellan de båda delarna.
Väster om Erzbach ligger Erlinsbach SO, en kommun i kantonen Solothurn med cirka 3 500 invånare. Ortens kyrka är katolsk.
Öster om Erzbach ligger Erlinsbach AG, en kommun i kantonen Aargau med cirka 4 100 invånare. Ortens kyrka är protestantisk.